# Gran Premio del Giappone 2005
Il Gran Premio del Giappone 2005 è stata la diciottesima prova della stagione 2005 del campionato mondiale di Formula 1. Svoltosi il 9 ottobre 2005 sul circuito di Suzuka, è stato vinto da Kimi Räikkönen su McLaren-Mercedes, che ha preceduto Giancarlo Fisichella e Fernando Alonso, entrambi su Renault. Sono inoltre giunti a punti Mark Webber, Jenson Button, David Coulthard, Michael Schumacher e Ralf Schumacher.

## Vigilia
Antônio Pizzonia, già al volante della Williams nei tre Gran Premi precedenti, è stato confermato dalla scuderia britannica nel ruolo di sostituto dell'infortunato Nick Heidfeld anche per le ultime due gare stagionali.
Nelle prove libere del venerdì, oltre ai piloti titolari, hanno partecipato alle prime due sessioni anche Pedro de la Rosa con la McLaren, Vitantonio Liuzzi con la Red Bull, Ricardo Zonta con la Toyota e Sakon Yamamoto con la Jordan.

## Prove

### Risultati
Nella prima sessione del venerdì si è avuta questa situazione:
| Pos | Nº | Pilota           | Costruttore      | Tempo    | Gap    |
| --- | -- | ---------------- | ---------------- | -------- | ------ |
| 1   | 35 | Pedro de la Rosa | McLaren-Mercedes | 1:30.532 |        |
| 2   | 38 | Ricardo Zonta    | Toyota           | 1:31.075 | +0.543 |
| 3   | 3  | Jenson Button    | BAR-Honda        | 1:32.043 | +1.511 |

Nella seconda sessione del venerdì si è avuta questa situazione:
| Pos | Nº | Pilota             | Costruttore      | Tempo    | Gap    |
| --- | -- | ------------------ | ---------------- | -------- | ------ |
| 1   | 38 | Ricardo Zonta      | Toyota           | 1:30.682 |        |
| 2   | 1  | Michael Schumacher | Ferrari          | 1:31.716 | +1.034 |
| 3   | 35 | Pedro de la Rosa   | McLaren-Mercedes | 1:31.821 | +1.139 |

Nella prima sessione del sabato si è avuta questa situazione:
| Pos | Nº | Pilota             | Costruttore      | Tempo    | Gap    |
| --- | -- | ------------------ | ---------------- | -------- | ------ |
| 1   | 1  | Michael Schumacher | Ferrari          | 1:46.543 |        |
| 2   | 9  | Kimi Räikkönen     | McLaren-Mercedes | 1:48.729 | +2.186 |
| 3   | 10 | Juan Pablo Montoya | McLaren-Mercedes | 1:49.097 | +2.554 |

Nella seconda sessione del sabato si è avuta questa situazione:
| Pos | Nº | Pilota               | Costruttore   | Tempo    | Gap    |
| --- | -- | -------------------- | ------------- | -------- | ------ |
| 1   | 6  | Giancarlo Fisichella | Renault       | 1:50.136 |        |
| 2   | 19 | Narain Karthikeyan   | Jordan-Toyota | 1:50.150 | +0.014 |
| 3   | 17 | Ralf Schumacher      | Toyota        | 1:50.369 | +0.233 |

## Qualifiche

### Risultati
Nella sessione di qualifica si è avuta questa situazione:
| Pos | Nº | Pilota               | Costruttore      | Tempo       | Distacco | Griglia |
| --- | -- | -------------------- | ---------------- | ----------- | -------- | ------- |
| 1   | 17 | Ralf Schumacher      | Toyota           | 1:46.106    |          | 1       |
| 2   | 3  | Jenson Button        | BAR-Honda        | 1:46.141    | +0.035   | 2       |
| 3   | 6  | Giancarlo Fisichella | Renault          | 1:46.276    | +0.170   | 3       |
| 4   | 15 | Christian Klien      | RBR-Cosworth     | 1:46.464    | +0.358   | 4       |
| 5   | 4  | Takuma Satō          | BAR-Honda        | 1:46.841    | +0.735   | 5       |
| 6   | 14 | David Coulthard      | RBR-Cosworth     | 1:46.892    | +0.786   | 6       |
| 7   | 7  | Mark Webber          | Williams-BMW     | 1:47.233    | +1.127   | 7       |
| 8   | 11 | Jacques Villeneuve   | Sauber-Petronas  | 1:47.440    | +1.334   | 8       |
| 9   | 2  | Rubens Barrichello   | Ferrari          | 1:48.248    | +2.142   | 9       |
| 10  | 12 | Felipe Massa         | Sauber-Petronas  | 1:48.278    | +2.172   | 10      |
| 11  | 19 | Narain Karthikeyan   | Jordan-Toyota    | 1:48.718    | +2.612   | 11      |
| 12  | 8  | Antônio Pizzonia     | Williams-BMW     | 1:48.898    | +2.792   | 12      |
| 13  | 21 | Christijan Albers    | Minardi-Cosworth | 1:50.843    | +4.737   | 13      |
| 14  | 1  | Michael Schumacher   | Ferrari          | 1:52.676    | +6.570   | 14      |
| 15  | 20 | Robert Doornbos      | Minardi-Cosworth | 1:52.894    | +6.788   | 15      |
| 16  | 5  | Fernando Alonso      | Renault          | 1:54.667    | +8.561   | 16      |
| 17  | 9  | Kimi Räikkönen       | McLaren-Mercedes | 2:02.309    | +16.203  | 17      |
| 18  | 10 | Juan Pablo Montoya   | McLaren-Mercedes | senza tempo |          | 18      |
| 19  | 16 | Jarno Trulli         | Toyota           | senza tempo |          | 19      |
| 20  | 18 | Tiago Monteiro       | Jordan-Toyota    | senza tempo |          | 20      |

## Gara

### Resoconto
Con una griglia di partenza che vede i principali protagonisti scattare da posizioni arretrate, la gara si annuncia entusiasmante e non tradirà le attese. Al via Ralf Schumacher mantiene il comando, precedendo Fisichella, Button, Coulthard e Webber, mentre Sato e Barrichello finiscono larghi alla prima curva, venendo sfilati dal resto del gruppo. Michael Schumacher e Fernando Alonso sono protagonisti di sorpassi in serie che li portano ad occupare la settima ed ottava posizione, rispettivamente, già alla fine del primo giro. Alla chicane del triangolo, diverse vetture tagliano, dal caos che ne deriva, Montoya prova a passare Villeneuve all’esterno dell’ultima curva, finendo sull’erba e contro le barriere, distruggendo la sua McLaren. Entra la Safety Car che rimarrà in pista ben cinque giri; Raikkonen è al momento dodicesimo.
Alla ripartenza, Michael Schumacher passa Klien e sale al sesto posto; verrà presto raggiunto da Alonso e Raikkonen per iniziare un lungo duello che animerà buona parte della corsa. In testa, Ralf sembra allungare ma alla fine del tredicesimo giro va già ai box, lasciando la leadership a Fisichella; in pratica la Toyota, con una basso carico di carburante, era andata alla caccia della pole position nella gara di casa. Al ventesimo giro Alonso passa Michael Schumacher con un gran sorpasso prima della 130 R, due tornate prima di rientrare per il pit stop. Fisichella aveva rifornito al giro 20, Button lo fa al 22, Webber e Coulthard al 23; Michael Schumacher e Raikkonen si trovano così in testa alla corsa e in accesa lotta tra di loro, che durerà fino allo stop, in contemporanea, alla fine del ventiseiesimo passaggio.
Alla prima curva del trentesimo giro Kimi Räikkönen riesce infine a passare il tedesco della Ferrari, portandosi al quarto posto alle spalle di Fisichella, Button e Webber. Al trentatreesimo Fernando Alonso effettua manovra identica ai danni del ferrarista, tre giri prima di fermarsi per la seconda sosta. Alla fine del 37esimo passaggio Giancarlo Fisichella dispone di una ventina di secondi di vantaggio sul terzetto inseguitore e sembra avere la corsa in mano. Il romano sosta al giro 39, Button e Webber in contemporanea al 41, con l’australiano che riesce a sopravanzare l’inglese. Tornato al comando, Raikkonen ottiene giri veloci in serie, prima di fermarsi per il suo stop, quando mancano solo otto giri alla conclusione. Sarà il rettilineo del traguardo, il teatro delle azioni spettacolari che muoveranno ancora la classifica negli ultimi giri. A cinque dalla conclusione Alonso passa di forza Webber, andando anche sull’erba, per prendersi l’ultimo gradino del podio. Contemporaneamente, Raikkonen divora i secondi che lo separano da Fisichella raggiungendo il romano quando al termine mancano tre giri. Le manovre difensive del pilota della Renault non pagano e Kimi va a prendersi il comando all’esterno della prima curva, proprio all’inizio dell’ultimo giro.
Kimi Räikkönen vince per la settima volta in stagione, dopo essere partito dalla 17esima casella, con una delle prestazioni più esaltanti della sua carriera. Con i due piazzamenti a podio, la Renault torna in testa al mondiale costruttori.

### Risultati
I risultati del gran premio sono i seguenti:
| Pos | Nº | Pilota               | Costruttore      | Gomme | Giri | Tempo/Ritiro               | Griglia | Punti |
| --- | -- | -------------------- | ---------------- | ----- | ---- | -------------------------- | ------- | ----- |
| 1   | 9  | Kimi Räikkönen       | McLaren-Mercedes | M     | 53   | 1:29:02.212 - 207.400 km/h | 17      | 10    |
| 2   | 6  | Giancarlo Fisichella | Renault          | M     | 53   | +1.633                     | 3       | 8     |
| 3   | 5  | Fernando Alonso      | Renault          | M     | 53   | +17.456                    | 16      | 6     |
| 4   | 7  | Mark Webber          | Williams-BMW     | M     | 53   | +22.274                    | 7       | 5     |
| 5   | 3  | Jenson Button        | BAR-Honda        | M     | 53   | +29.507                    | 2       | 4     |
| 6   | 14 | David Coulthard      | RBR-Cosworth     | M     | 53   | +31.601                    | 6       | 3     |
| 7   | 1  | Michael Schumacher   | Ferrari          | B     | 53   | +33.879                    | 14      | 2     |
| 8   | 17 | Ralf Schumacher      | Toyota           | M     | 53   | +49.548                    | 1       | 1     |
| 9   | 15 | Christian Klien      | RBR-Cosworth     | M     | 53   | +51.925                    | 4       |       |
| 10  | 12 | Felipe Massa         | Sauber-Petronas  | M     | 53   | +57.509                    | 10      |       |
| 11  | 2  | Rubens Barrichello   | Ferrari          | B     | 53   | +1:00.633                  | 9       |       |
| 12  | 11 | Jacques Villeneuve   | Sauber-Petronas  | M     | 53   | +1:23.221                  | 8       |       |
| 13  | 18 | Tiago Monteiro       | Jordan-Toyota    | B     | 52   | +1 giro                    | 20      |       |
| 14  | 20 | Robert Doornbos      | Minardi-Cosworth | B     | 51   | +2 giri                    | 15      |       |
| 15  | 19 | Narain Karthikeyan   | Jordan-Toyota    | B     | 51   | +2 giri                    | 11      |       |
| 16  | 21 | Christijan Albers    | Minardi-Cosworth | B     | 49   | +4 giri                    | 13      |       |
| SQ  | 4  | Takuma Satō          | BAR-Honda        | M     | 52   | Squalificato               | 5       |       |
| Rit | 8  | Jarno Trulli         | Toyota           | M     | 9    | Collisione con T.Satô      | 19      |       |
| Rit | 16 | Antônio Pizzonia     | Williams-BMW     | M     | 9    | Testacoda                  | 12      |       |
| Rit | 10 | Juan Pablo Montoya   | McLaren-Mercedes | M     | 0    | Incidente                  | 18      |       |

## Curiosità
- 6ª e ultima pole position per Ralf Schumacher.

## Classifiche Mondiali

### Piloti
| Pos | Pilota               | Punti |
| --- | -------------------- | ----- |
| 1   | Fernando Alonso      | 123   |
| 2   | Kimi Räikkönen       | 104   |
| 3   | Michael Schumacher   | 62    |
| 4   | Juan Pablo Montoya   | 60    |
| 5   | Giancarlo Fisichella | 53    |
| 6   | Jarno Trulli         | 43    |
| 7   | Ralf Schumacher      | 39    |
| 8   | Rubens Barrichello   | 38    |
| 9   | Jenson Button        | 36    |
| 10  | Mark Webber          | 34    |
| 11  | Nick Heidfeld        | 28    |
| 12  | David Coulthard      | 24    |
| 13  | Jacques Villeneuve   | 9     |
| 14  | Felipe Massa         | 8     |
| 15  | Tiago Monteiro       | 7     |
| 16  | Alexander Wurz       | 6     |
| 17  | Narain Karthikeyan   | 5     |
| 18  | Christian Klien      | 5     |
| 19  | Christijan Albers    | 4     |
| 20  | Pedro de la Rosa     | 4     |
| 21  | Patrick Friesacher   | 3     |
| 22  | Antônio Pizzonia     | 2     |
| 23  | Takuma Satō          | 1     |
| 24  | Vitantonio Liuzzi    | 1     |

### Costruttori
| Pos | Team             | Punti |
| --- | ---------------- | ----- |
| 1   | Renault          | 176   |
| 2   | McLaren-Mercedes | 174   |
| 3   | Ferrari          | 100   |
| 4   | Toyota           | 82    |
| 5   | Williams-BMW     | 64    |
| 6   | BAR-Honda        | 37    |
| 7   | RBR-Cosworth     | 30    |
| 8   | Sauber-Petronas  | 17    |
| 9   | Jordan-Toyota    | 12    |
| 10  | Minardi-Cosworth | 7     |